# Voogd & Voogd Verzekeringen
Voogd & Voogd Verzekeringen B.V. (handelend onder de naam Voogd & Voogd, Voogd & Voogd Verzekeringen of Voogd & Voogd Groep) is een Nederlandse dienstverlener voor financiële producten, gevestigd in Middelharnis.

## Geschiedenis
De verzekeringsmaatschappij werd opgericht in 1909 onder de naam De Voogd’s Assurantiekantoor. Het bedrijf ontwikkelde zich van adviseur naar gevolmachtigde en uiteindelijk tot serviceprovider voor ruim 2.500 adviseurs en 20 verzekeraars. Het bedrijf bestaat uit diverse ondernemingen en beheert in totaal ruim 600 miljoen euro schadepremie.
Op  8 juni 2021 zijn de Voogd & Voogd Groep en de Heilbron Groep gefuseerd. De nieuwe naam van de organisatie die is ontstaan na de fusie is Alpina Group.
Op 1 oktober 2022 lanceert de Alpina Group een nieuw advieslabel; Alpina. 

## Producten
Voogd & Voogd is in de verzekeringsbranche een schakel tussen (online) adviseurs en verzekeraars. Samen met zo'n 600 medewerkers zijn ze verantwoordelijk voor de acceptatie en administratie van schadeverzekeringen, premie-incasso's, schadeafhandelingen en uitbetalingen.

## Verdienmodel
Het bedrijf ontvangt een eenmalige of doorlopende vergoeding van de verzekeringsmaatschappij wanneer een consument een product afsluit.
Sinds 2017 heeft verzekeraar Delta Lloyd zijn volledige administratie van particuliere schadeverzekeringen aan Voogd & Voogd uitbesteed. Nadat Delta Lloyd is overgenomen door Nationale-Nederlanden, heeft ook deze verzekeraar besloten haar portefeuille particuliere schadeverzekeringen op het platform van Voogd & Voogd onder te brengen. Deze activiteiten zijn ondergebracht in de onderneming Nationale-Nederlanden Verzekeren Services B.V. (NNVS).